# Дзёля-Каменка
Дзёля-Каменка — река в России, протекает в Республике Коми по территории района Печора. Правый приток реки Кожва.

## География
Устье реки находится в 8 км по правому берегу реки Кожва, к северо-востоку от посёлка Изъяю. Длина реки составляет 21 км.

## Этимология гидронима
Данный гидроним является неполным переводом коми названия Дзёля Изъяю (память о котором хранит посёлок Изъяю в устье реки). Дзёля — «маленький», изъя — «каменный», «каменистый», ю «река».

## Данные водного реестра
По данным государственного водного реестра России относится к Двинско-Печорскому бассейновому округу, водохозяйственный участок реки — Печора от водомерного поста у посёлка Шердино до впадения реки Уса, речной подбассейн реки — бассейны притоков Печоры до впадения Усы. Речной бассейн реки — Печора.
Код объекта в государственном водном реестре — 03050100212103000064518.